# Tough Mudder
Tough Mudder è una serie di eventi endurance in cui i partecipanti affrontano una corsa ad ostacoli di tipo militare di 16–20 km. Ideato dalle Forze Speciali britanniche per testare la forza fisica e mentale, ha ostacoli che spesso giocano sulle comuni paure umane, come fuoco, acqua, elettricità e altezze.
Il principio fondamentale della Tough Mudder è il lavoro di squadra. L'organizzazione della Tough Mudder dà valore al cameratismo lungo il percorso, disegnando gli ostacoli in modo da incentivare il lavoro di gruppo. I partecipanti si devono aiutare l'uno con l'altro per completare la corsa, dando più importanza ai compagni che a se stessi e devono superare le proprie paure.
Gli eventi non hanno rilievi cronometrici e mediamente le prove sono terminate dal 78% degli iscritti.
La prima corsa Tough Mudder si è tenuta negli Stati Uniti nel 2010. Da allora fino a gennaio 2014 circa 1.3 milioni di persone hanno partecipato a gare del circuito.